# Stijn Schaars
Stefanus Johannes "Stijn" Schaars (Lingewaard, 11 de Janeiro de 1984) é um ex-futebolista holandês.

## Carreira

### Formação
Schaars efetuou a sua formação no Vitesse, clube reconhecido pela sua formação de jovens na Holanda. No entanto, esses anos nem sempre foram fáceis para o jogador. Durante a sua juventude, não pode jogar cerca de um ano devido ao seu crescimento e o clube quase que desistiu de o formar. No entanto, Theo Bos, o atual treinador principal no Vitesse e nessa altura treinador das camadas jovens no clube, teve fé na sua capacidade e manteve-o na equipa.

### Vitesse
No Vitesse, seu clube de formação, obteve a sua estreia como profissional no dia 9 de Março de 2003, numa derrota por 4-1 contra o FC Utrecht. Durante o resto dessa época e nas duas seguintes, manteve-se no Vitesse, durante as quais realizou 45 jogos e marcou 4 golos (todos eles na sua última época ao serviço do clube, 2004/2005), sendo que foi nessa época que obteve o seu primeiro golo como jogador profissional.

### AZ Alkmaar
Durante o Verão de 2005, o AZ Alkmaar reconheceu o potencial de Schaars e adquiriu os direitos desportivos do médio por 1,7 Milhões de Euros.
No entanto, e apesar de ter tido a oportunidade de demonstrar o seu potencial, Schaars foi afetado por múltiplas lesões. Devido a isso, falhou a parte crucial da época de 2006/2007 e não jogou um único jogo na temporada seguinte. 
Durante a sua lesão, que o fez perder, Louis van Gaal, que era o treinador do AZ Alkmaar nessa altura, pediu-lhe calma e disse-lhe que na próxima época haveria de o ver cumprir 30 jogos, algo impensável para um médio que ainda andava à procura da regularidade.
Completamente recuperado das suas lesões, Schaars voltou à competição na temporada 2008/2009. Com o seu capitão na equipa novamente, o AZ Alkmaar surpreendeu a Holanda, ganhando a Eredivisie. Louis van Gaal afirmou que Schaars foi a melhor "aquisição da época" nessa temporada.
Curiosidade: O técnico falhou a previsão, pois o craque “só” fez... 29 e sem qualquer problema físico.
Nesse época em que foram campeões, Schaars formou um meio-campo fortíssimo com Demy de Zeeuw na equipa do AZ Alkmaar. Acabou por ser uma desforra saborosa para os homens do AZ Alkmaar, que na temporada 2006/2007 perderam a Eredivisie para o Ajax na última jornada do campeonato com uma derrota contra o Excelsior.

### Sporting
No dia 17 de Junho de 2011, transferiu-se para o Sporting através da assinatura de um contrato de 3 anos, num negócio que custou aos cofres leoninos 850.000€. A sua cláusula de rescisão ficou definida nos 20.000.000€. Na sua primeira temporada pelo Sporting só não jogou um jogo, mostrando-se determinante na consistência ofensiva e também defensiva. Com isto, grandes equipas mostraram-se interessadas no médio.

### PSV Eindhoven
O PSV oficializou a 13 de Julho de 2013 a contratação do médio holandês Stjin Schaars ao Sporting para as próximas três temporadas.
Os cofres de Alvalade receberam cerca de 3 Milhões de euros

## Carreira internacional

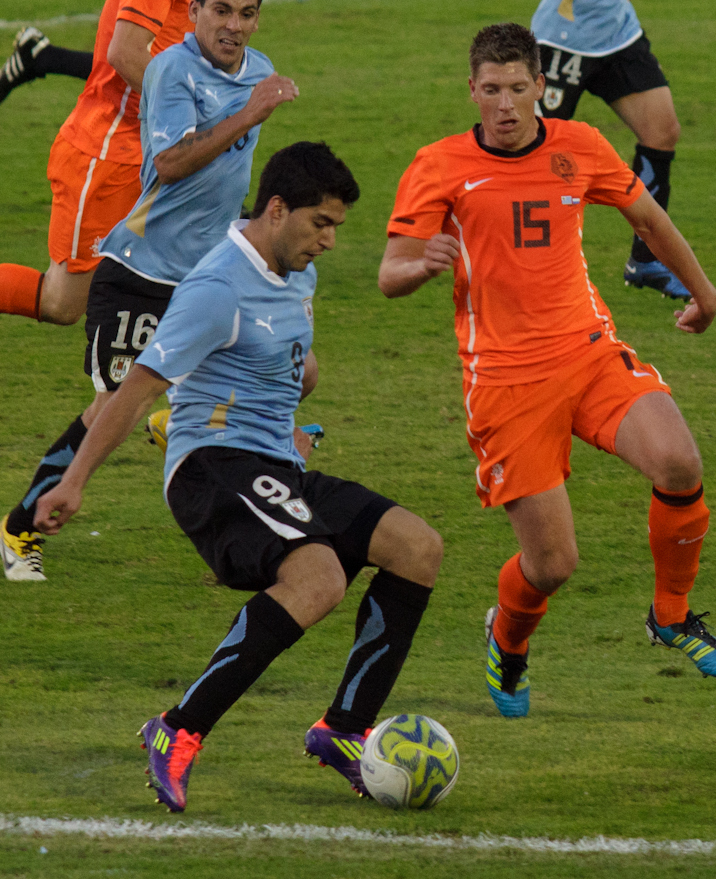
Schaars & Luis Suárez.

Enquanto jovem, Schaars foi o capitão das esperanças holandesas, tendo ganho o Campeonato Europeu Sub-21 da UEFA, realizado em Portugal em 2006.
Nesse mesmo ano, obteve a sua primeira internacionalização A no dia 16 de Agosto, num jogo amigável contra a seleção da República de Irlanda, que terminou com uma vitória holandesa por 4-0. Schaars jogou de inicio. Participou ainda em alguns jogos que se seguiram, referentes à qualificação para o Mundial de 2006.
Devido às suas lesões, que o afetaram em Novembro, Schaars não pode ser convocado para a equipa nacional holandesa entre Novembro de 2006 e Fevereiro de 2009, perdendo assim a hipótese de participar no EURO 2008.
Mais tarde, após ter recuperado das suas lesões, participou na qualificação para o Mundial de 2010 na África do Sul e foi também convocado para a equipa principal da Holanda nesse mesmo Mundial, com a qual se tornou vice-campeão mundial, perdendo o último jogo com a seleção de Espanha, com um golo de Iniesta já no prolongamento de um jogo que terminou os 90 minutos com um resultado de 0-0.

## Títulos
AZ Alkmaar
- Eredivisie: 2008-09
- Supercopa dos Países Baixos: 2009
- Copa ETL-Dom: 2009

PSV Eindhoven
- Eredivisie: 2014–15, 2015–16

Seleção Holandesa
- Campeonato Europeu Sub-21: 2006